# Smardale
Smardale is een dorpje in het Engelse graafschap Cumbria. Het maakt deel uit van de civil parish Waitby. Het landhuis 'Smardale Hall', waarvan de oudste delen uit de vijftiende eeuw stammen, heeft een vermelding op de Britse monumentenlijst.
1. ↑  (en) Nederzettingsgegevens, explorebritain.info, geraadpleegd 18 augustus 2014.
2. ↑  (en) britishlistedbuildings.co.uk, geraadpleegd 18 augustus 2014.